# Johan Fredrik Sebastian Crusenstolpe
Johan Fredrik Sebastian Crusenstolpe, född 25 augusti 1801, död 23 juli 1882 i Stockholm, var en svensk ämbetsman, författare och orientalist, bror till Magnus Jacob Crusenstolpe.
Crusenstolpe blev 1818 fänrik och 1824 löjtnant vid Andra livgardet. År 1825 tog han avsked och gav sig ut i grekiska frihetskriget, där han under general Fabvier kämpade mot Osmanska riket. Sedermera hade han anställning på de svenska generalkonsulaten i Tripolis, Brasilien och Marocko samt utnämndes 1842 till konsulatsekreterare i Marocko. År 1847 blev han tillförordnad konsul och 1858 generalkonsul i Alger. År 1860 utnämndes han till chargé d’affaires och generalkonsul i Lissabon och 1866 till ministerresident där. Crusenstolpe utförde den första publicerade fullständiga översättningen av Koranen till svenska 1843 tryck av P. A. Norstedt & Söner, Stockholm. Han avled under ett tillfälligt besök i Stockholm och är begravd på Norra begravningsplatsen utanför Stockholm.